# Sigrid Rausing Trust
Le Sigrid Rausing Trust est une organisation non gouvernementale basée à Londres. 

## Historique
L’organisation a été fondée en 1995 par l'anthropologue et autrice Sigrid Rausing grâce aux biens hérités de son grand-père Ruben Rausing, fondateur de la société Tetra Pak.

## Activités politiques
Dans les années 2010, elle soutient le droit à l'avortement en Pologne,, ses dons s'élevant à 130 000 livres sterling en 2018. Elle soutient également le média hongrois Direkt36, à hauteur de plusieurs centaines de milliers de livres sur plusieurs années.

## Subventions
- En 2016, le Sigrid Rausing Trust a fait 280 dons pour un montant de 21,673 millions de £.
- En 2017, le Sigrid Rausing Trust a fait 304 dons[8].